# Tribuna Interpretativa
Tribuna Interpretativa es un periódico digital español, redactado en castellano. De carácter generalista, trata asuntos relacionados con la política, la economía, la escena internacional, la cultura y el mundo del periodismo. Su línea editorial se sustenta en el análisis y el periodismo de datos y de investigación.